# Stefan Lundin
Stefan Bertil Lundin (Korskrogen, 7 maggio 1955) è un allenatore di calcio ed ex calciatore svedese, di ruolo centrocampista.

## Carriera

### Giocatore

#### Club
Lundin giocò con la maglia del Brynäs, prima di passare all'AIK. Vestì le maglie di Örebro e Gefle, per poi ritirarsi dall'attività agonistica.

### Allenatore
Dal 1982 al 1983, allenò lo stesso Gefle. Seguì un'esperienza all'Halmstad, prima di passare ai portoghesi del Marítimo. Nel 1988, guidò i norvegesi del Moss. Tornò allora in Svezia, prima all'Häcken e poi nuovamente al Gefle. Successivamente, allenò Göteborg, Örebro e ancora Häcken.

## Palmarès

### Giocatore

#### Competizioni nazionali
- Coppa di Svezia: 1

AIK: 1975-1976

### Allenatore

#### Competizioni nazionali
- Division 1: 1

Häcken: 1990